# Mähre

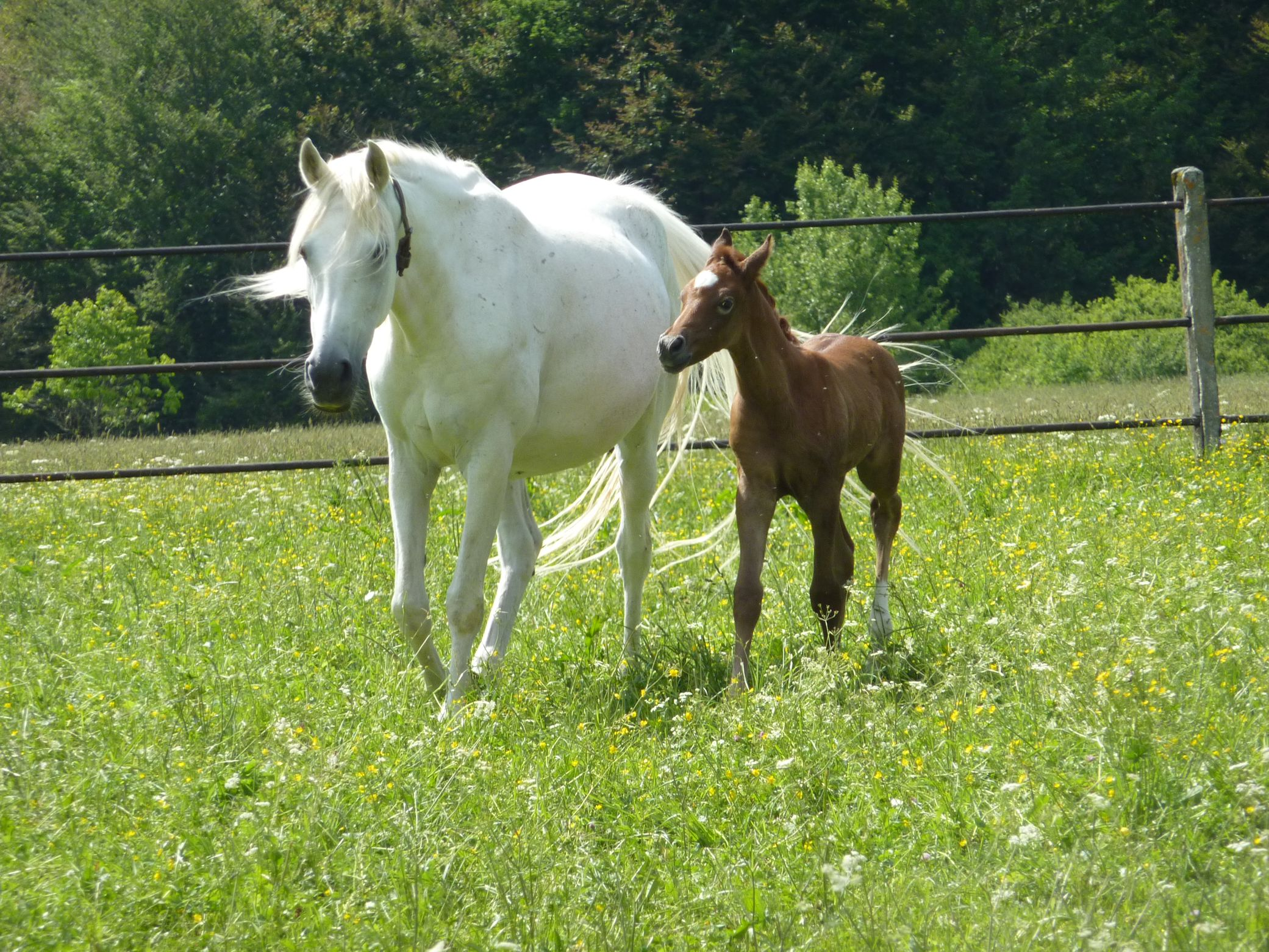
Mähre in der Bedeutung von Stute mit Fohlen

Die Mähre (von ahd. meriha) bezeichnete ursprünglich ein weibliches Pferd, das heute Stute genannt wird.
Verwandte Begriffe kommen auch in anderen germanischen Sprachen vor. Eine Stute wird im Niederländischen „merrie“, im Englischen „mare“ und im Plattdeutschen „Mähr“ oder „Fohlenmähre“ genannt. Eine ähnliche Bedeutung wie Mähre hat der Begriff Gurre.

## Bedeutungsentwicklung
Die Mähre (mhd. mar(ch)) bezeichnete im Hochmittelalter ein edles Streitross.
Bis ins 16. Jahrhundert bezeichnete Mähre eine Stute, die bereits ein Fohlen hat, also eine Mutterstute. Diese Bedeutung hat sich in Marstall, Marschall oder dem häufigen Ortsnamen Marbach erhalten.

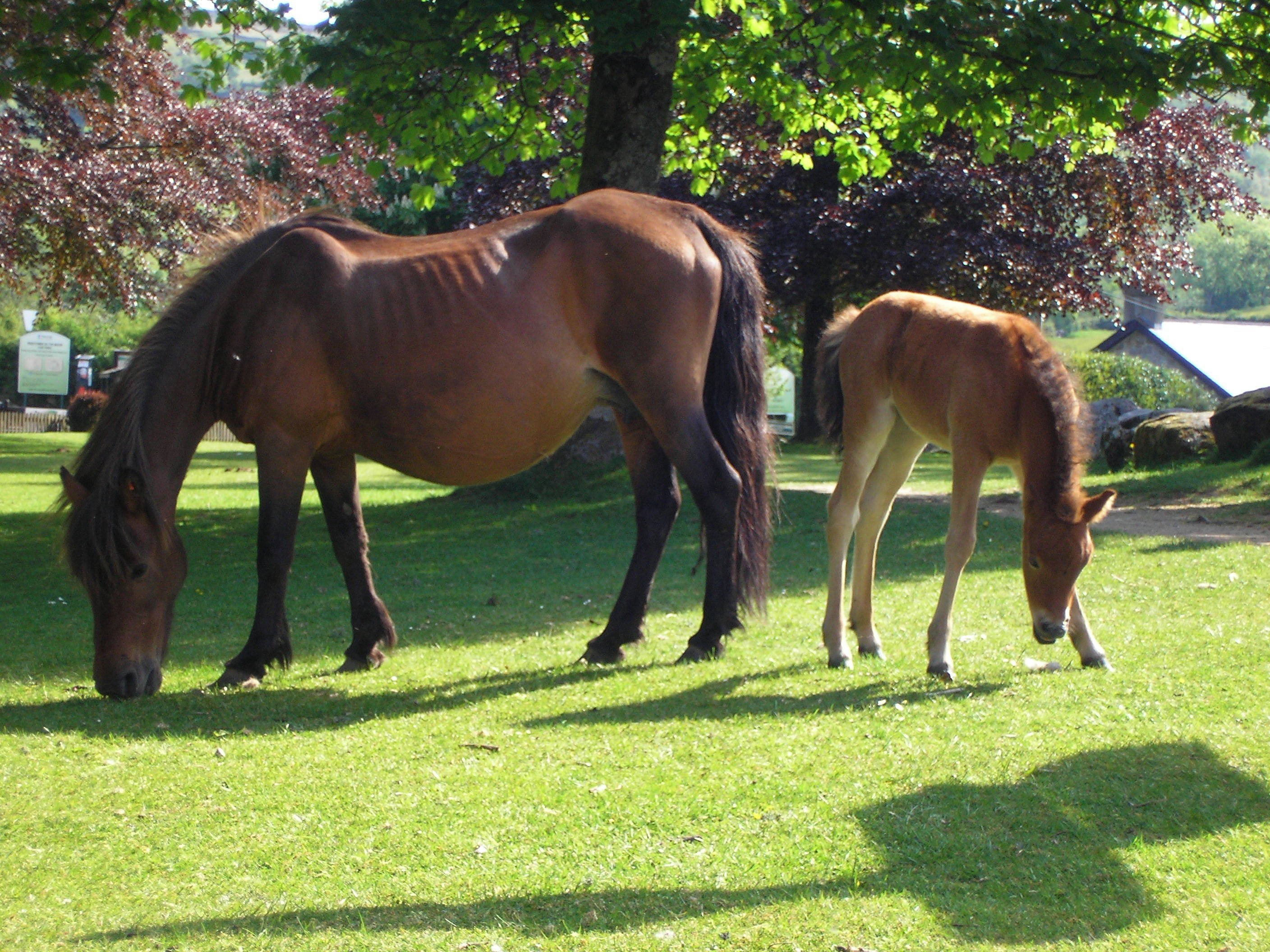
Mähre in der Bedeutung einer mageren, alten, Stute mit wenig Muskulatur an Rücken und Kruppe. Die Stute ist trächtig und hat so wenig Muskulatur, dass zwischen Schulter und Widerrist eine Einkerbung sichtbar ist. Wirbelsäule, Rippen und Hüftknochen treten deutlich hervor und sind nicht durch Muskeln abgedeckt.

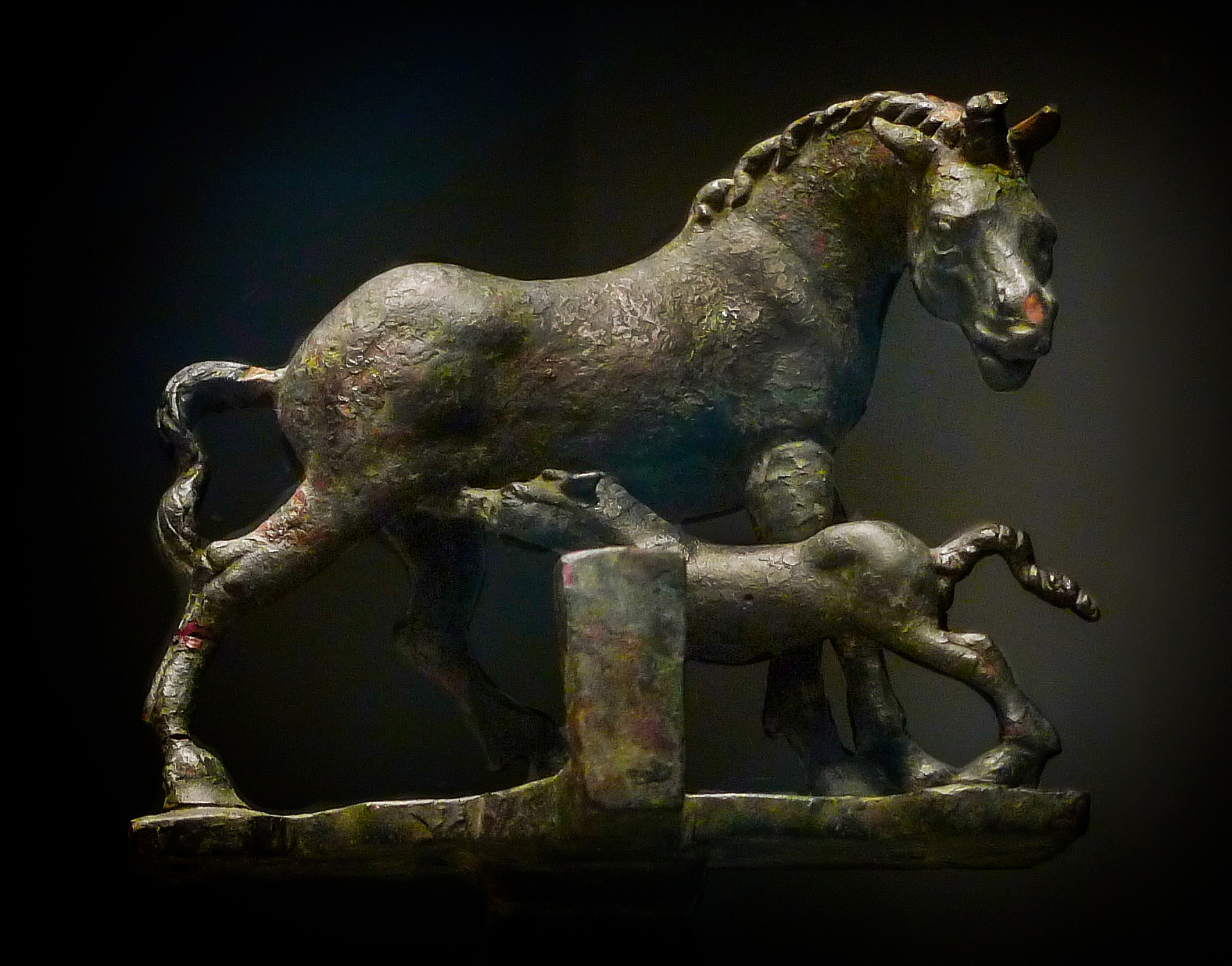
Stute mit Fohlen auf einem römischen Bronzedreifuß, 250–300 v. Chr.

Später wandelte sich die Semantik zu Schindmähre, einem alten, abgetriebenen, abgemagerten, lahmen Pferde, das bald auf den Schindanger gehört. Die heutige Bedeutung ist ab dem 17. Jahrhundert nachzuweisen und entwickelte sich, weil mit Stuten bis ins hohe Alter gezüchtet werden kann, auch wenn sie lahm sind und für normale Arbeit nicht mehr geeignet sind. Nach ihrer sportlichen Laufbahn werden Stuten häufig zur Zucht eingesetzt, beispielsweise die Springstuten Halla, Noltes Küchengirl und Ratina Z, die Galopper Kincsem, Nereide und Danedream, die Traberstute Goldsmith Maid, die Cuttingstute Poco Lena oder die Dressurstute Blue Hors Matiné. Der Preis, den ein Fohlen erzielt, ist von seiner Qualität und Genetik abhängig und wenig vom Allgemeinzustand seiner Mutter.
Auch mit Hengsten kann bis ins hohe Alter gezogen werden. Zuchthengste werden jedoch nicht durch Trächtigkeit und Laktation belastet und bauen zudem leichter Muskulatur auf als Stuten. Ein lahmer, ausgemergelter Hengst in schlechtem Zustand erhält weniger Zuspruch von Stutenbesitzern.  Ein alter, lahmer Wallach, der nicht mehr zur Arbeit eingesetzt werden kann, ist ebenfalls eine wirtschaftliche Belastung. Da Pferdehaltung sehr aufwändig ist, wurden in der Zeit vor Einführung des Automobils unwirtschaftliche Pferde meist abgetan und erhielten nur selten ein Gnadenbrot. Ein altes, lahmes Pferd in schlechtem Allgemeinzustand, war zu diesen Zeiten deshalb meist eine alte Mähre.
Im Obersächsischen ist als Dialektausdruck noch die Bezeichnung mähren für trödeln oder auch Mährliese, Mährfritze oder Mährsack für eine langsam arbeitende Person bekannt und geläufig.

## In Literatur und Kultur
Die Bedeutung "Stute mit Fohlen" lässt sich 1794 bei Goethe nachweisen:

„Fraget mir doch, verkauft uns die Stute nicht etwa das Fohlen?
Und wie teuer? Da ging ich zu ihr und wagte das Stückchen.
Liebe Frau Mähre, sagt ich zu ihr: das Fohlen ist Euer,
Wie ich weiß; verkauft Ihr es wohl? Das möcht ich erfahren.
Sie versetzte: Bezahlt Ihr es gut, so kann ich es missen,
Und die Summe, für die es mir feil ist, Ihr werdet sie lesen,
Hinten steht sie geschrieben an meinem Fuße.“

Kleist verwendet 1810 den Begriff Mähre im Zusammenhang mit schlechtem Allgemeinzustand, insbesondere schlechtem Pflege- und Fütterungszustand:

„Wie groß war aber sein Erstaunen, als er, statt seiner zwei glatten und wohlgenährten Rappen, ein Paar dürre, abgehärmte Mähren erblickte; Knochen, denen man, wie Riegeln, hätte Sachen aufhängen können; Mähnen und Haare, ohne Wartung und Pflege, zusammengeknetet: das wahre Bild des Elends im Tierreiche! Kohlhaas, den die Pferde, mit einer schwachen Bewegung, anwieherten, war auf das äußerste entrüstet, und fragte, was seinen Gaulen widerfahren wäre?“

Bei Mörike reitet der Feuerreiter (1832) Auf dem rippendürren Thier, Als auf einer Feuerleiter.
Trotzdem ist die Mähre noch schnell: Rennt er schon wie Windesbraut. Im Brockhaus von 1903 wird eine Mähre als „altes abgetriebenes Pferd“ bezeichnet. 1905 wird der Begriff Mähre von Morgenstern im Zusammenhang mit Müdigkeit verwendet:

„Nein! Es ist des Galgenstrickes
dickes Ende, welches ächzte,
gleich als ob
im Galopp
eine müdgehetzte Mähre
nach dem nächsten Brunnen lechzte,
der vielleicht noch ferne wäre.“

## Moderne Verwendung
Der der Gebrauch des Wortes ist seltener geworden, was möglicherweise mit dem Bedeutungsverlust von Pferden für die Landwirtschaft und das Transportwesen zusammenhängt.
Der Song "Der Tod ist ein Dandy" aus dem Album Halber Mensch von den Einstürzenden Neubauten (1985) beginnt folgendermaßen: Lungenzüge tief ins Leere, Keinen Klepper, keine Mähre. In dem Computer-Rollenspiel The Elder Scrolls V: Skyrim von 2011 kommt ein Gasthaus namens Die beflaggte Mähre vor. Im Comic Ach, immer diese lästigen Interviews mit der dummen Rockpresse (2014) von Katz & Goldt trägt eine lesbische Punkband den Namen Schindmähre.